# Vodní zdroj Čerlinka
Čerlinka je zdroj podzemní vody.

## Umístění
Necelý kilometr západně od města Litovel v ploché nivě řeky Moravy, v CHKO Litovelské Pomoraví, v Doubravském lese. Jímá podzemní vodu.   

## Využití
Lidé si zde mohou přijet načepovat tzv. svatou vodu, která se přímo ze zdroje svádí do kohoutku. Díky stálému monitoringu vodárenské společnosti je jisté, že je tato svatá voda pitná.  

## Historie
Nachází se v místě původních pramenních vývěrů.

## Geologie, hydrogeologie
Jímací vrty a studny vodního zdroje Čerlinka procházejí kvartérními sedimenty řeky Moravy a zasahují do podložních devonských vápenců třesínského prahu. Stopovacími experimenty, které prováděl Vladimír Panoš, je prokázána souvislost vyvěrající vody s ponory potoka Špraněk v Javoříčsko-mladečském krasu na druhém břehu řeky Moravy.

## Provozovatel
Vlastní jej VHS Olomouc a.s. a provozuje jej Moravská Vodárenská a.s.